# Tetraloniella trabeata
Tetraloniella trabeata är en biart som beskrevs av Laberge 2001. Tetraloniella trabeata ingår i släktet Tetraloniella och familjen långtungebin. Inga underarter finns listade i Catalogue of Life.